# International Speedway Corporation
Pour les articles homonymes, voir ISC et Speedway.
International Speedway Corporation (ISC) (NASDAQ : ISCA) est une société américaine propriétaire et gestionnaire de circuits de NASCAR et d'IndyCar. 
Fondée en 1953 par l'un des fondateurs de la NASCAR, Bill France Sr, pour la construction du Speedway de Daytona, elle fusionna avec Penske Motorsports en 1999 pour devenir la plus puissante société dans le domaine des sports mécaniques d'Amérique du Nord,. La société a joué un rôle important et parfois controversé dans la modernisation de la NASCAR. Elle s'est en outre investie dans la création de nouveaux circuits et la rénovation d'anciennes pistes, et a implanté des circuits aujourd'hui populaires dans des régions qui n'étaient pas jusqu'alors intéressées par l'organisation de courses de cette discipline,,.